# 東諾斯波特 (紐約州)
東諾斯波特（英語：East Northport）是位於美國紐約州薩福克縣的普查規定居民點。

## 人口
根據2020年美國人口普查的數據，東諾斯波特的面積為13.35平方千米，皆為陸地。當地共有人口20048人，而人口密度為每平方千米1,501.72人。